# Guidobaldo da Montefeltro
Guidobaldo da Montefeltro, född 7 juni 1472 i Gubbio, död 11 april 1508 i Fossombrone, var en italiensk kondottiär och hertig av Urbino. 
Guidobaldo var i påve Alexander VI:s sold i kampen mot Karl VIII av Frankrike; senare anlitades Guidobaldo av republiken Venedig mot Karl VIII. Guidobaldos hov var ett av de förnämsta i Italien och han inbjöd bland andra Polidoro Virgili samt Baldassare Castiglione, som utgav Il Cortegiano, en handbok, vilken beskriver hovet i Urbino.

## Bilder
| - Piero della Francesca: Porträtt av en pojke. (antas avbilda Guidobaldo da Montefeltro) - Pedro Berruguete: Federico da Montefeltro med sonen Guidobaldo. - Gravmonument över Federico da Montefeltro och sonen Guidobaldo i kyrkan San Bernardino degli Zoccolanti i Urbino. |